# Libro Verde (Mu'ammar Gheddafi)
Il Libro Verde (arabo: الكتاب الاخضر al-Kitāb al-Aḫḍar) è un testo pubblicato in lingua araba nel 1975 da Muʿammar Gheddafi. Il titolo prende ispirazione dal Libretto Rosso o Citazioni dalle Opere del presidente Mao Zedong di Mao Zedong, uscito nel 1966.

## L'opera
Nel testo Gheddafi espone in maniera succinta la sua visione della democrazia e dell'economia. Rigettando l'insieme dei principi della democrazia liberale, propone delle nuove idee basate sul Socialismo nazionale, Panarabismo, Democrazia diretta e Conservatorismo.
Il libro è diviso nelle seguenti partizioni: 
- Parte politica: l'autorità del popolo
- Parte economica: il socialismo
- Basi sociali della terza teoria universale

Gheddafi nel testo accusa i sistemi antecedenti di non essere democratici, poiché in questi sistemi al popolo viene concesso solo di eleggere i loro rappresentanti. Questi rimangono distanti e indipendenti nel loro agire; di qui, Gheddafi asserisce che non vi è diretto influsso del popolo sul sistema politico né della democrazia né del comunismo. Quindi fa una proposta di sistema: la partecipazione del popolo al processo politico deve essere assicurata attraverso gli strumenti del "Congresso popolare" e dei "Comitati popolari".
Gheddafi definì la sua come la "Terza teoria universale", che si proponeva come alternativa al capitalismo e al comunismo, nel solco del socialismo arabo. Negli anni successivi, i principi del libro verde saranno messi in pratica nell'organizzazione della Giamahiria libica. Tuttavia Gheddafi fu largamente accusato di usare il concetto di "comitato popolare" come alibi per una politica autocratica e repressiva.
Il testo venne pubblicato in un'edizione bilingue (inglese-arabo) nel 1976 da Brian e Martin O'Keeffe; l'edizione tedesca venne pubblicata nel 1988.

## Capitoli
1. Lo strumento di governo
2. I parlamenti
3. Il partito
4. La classe
5. Il referendum
6. I Congressi Popolari e i Comitati Popolari
7. La legge della società
8. Base economica della Terza teoria universale
9. Base sociale della Terza teoria universale
10. La famiglia
11. La tribù
12. La donna
13. Le minoranze
14. I neri
15. L'istruzione
16. La musica e le arti
17. Lo sport, l'equitazione e gli spettacoli